# 严尧卿
严尧卿（1943年1月2日—），男，江西金溪人，生于湖南长沙，中华人民共和国数学教育家、政治人物，曾任第八、九届全国政协委员。